# Steve Lawrence (artiste)
Pour les articles homonymes, voir Steve Lawrence.
Steve Lawrence, né le 8 juillet 1935 à Brooklyn (New York) et mort le 7 mars 2024 à Los Angeles (Californie), est un chanteur et acteur américain, plus connu en tant que membre, avec sa femme Eydie Gormé, du duo nommé Steve and Eydie. 
Ils se sont produits ensemble depuis leurs apparitions régulières dans Tonight Starring Steve Allen dans le milieu des années 1950 jusqu'à la retraite de Gormé en 2009.

## Biographie
Lawrence est né Sidney Liebowitz à Brooklyn. Il est issu d'une famille juive ; son père Victor est un boulanger qui possédait sa propre boulangerie sur la White Plains Road dans le Bronx, et Helen, sa mère, gère les affaires. Il étudie au lycée Thomas Jefferson.

### Mariage et famille
Lawrence et Gormé se marient le 29 décembre 1957 à l'hôtel El Rancho, à Las Vegas. Ensemble, ils ont deux fils ensemble : Davis Nessim Lawrence (né en 1960), un compositeur qui gagne le prix ASCAP en composant la partition de High School Musical, et Michael Robert Lawrence (1962 - 1986), qui meurt subitement d'une fibrillation ventriculaire résultant d'une maladie cardiaque non diagnostiquée à 23 ans. Michael est assistant éditeur d'une émission de télévision au moment de sa mort et semble en bonne santé, malgré un précédent diagnostic d'une légère arythmie.
Gormé et Lawrence sont à Atlanta au moment de la mort de Michael, venant de jouer au Fox Theatre la nuit précédente. En apprenant le décès, Frank Sinatra, l'ami de la famille, envoie son avion privé pour amener le couple à New York afin de retrouver David, qui étudie à l'époque. À la suite de la mort de leur fils, Gormé et Lawrence prennent une année de pause avant de continuer leur tournée.
Gormé meurt le 10 août 2013.

### Carrière
A la fin des années 1950, Steve Lawrence est affecté dans l'armée et sert en tant que soliste vocal officiel dans la fanfare de l'Armée des États-Unis à Washington.
Lawrence connaît du succès dans la vente de disques à la fin des années 1950 et au début des années 1960, avec des titres tels que Go Away Little Girl (U.S. #1), Party Doll (U.S. #5), Footsteps (U.S. #7), Pretty Blue Eyes (U.S. #9) et Portrait of My Love (U.S. #9). Go Away Little Girl est vendu à plus d'un million d'exemplaires et promu disque d'or. Cependant, la majorité de sa carrière se centre sur les boîtes de nuit et les comédies musicales. Il est aussi un acteur, apparaissant dans des rôles d'invités dans les émissions de télévision de toutes les décennies à partir des années 1950, dans des émissions telles que The Danny Kaye Show, The Judy Garland Show, The Carol Burnett Show, The Julie Andrews Hour, Night Gallery, The Flip Wilson Show, Police Story, Murder, She Wrote, Gilmore Girls et CSI. En automne 1965, Lawrence est brièvement la vedette d'une émission de variétés appelée The Steve Lawrence Show, l'une des dernières émissions de télévision en noir et blanc sur CBS.
Avec Gormé, il apparait dans la comédie musicale Golden Rainbow, qui a tourné de février 1968 à janvier 1969. Bien que le show ne soit pas un énorme succès (un résumé de cette expérience est chroniqué en détails peu flatteurs dans le livre de 1968 de William Goldman, The Season), le show contient la chanson mémorable I've Gotta Be Me. Cette chanson est initialement chantée par Lawrence à la fin du premier acte de la comédie musicale ; Sammy Davis, Jr. va enregistrer plus tard une version de la chanson qui rentre dans le Top 40 en 1969. Frank Sinatra lui-même déclare plusieurs fois que Steve Lawrence est le meilleur chanteur qu'il ait jamais entendu.
Il brille en tant que Gary McBride dans le film Shut Up and Be Counted de 1972, opposant Jacqueline Bisset et Stella Stevens. En 1980, il est présenté à une nouvelle génération de fans avec son portrait de Maury Sline dans The Blue Brothers et reprend plus tard le rôle dans la suite des Blue Brothers 2000. Ses autres films incluent  la comédie The Lonely Guy (1984) de Steve Martin et son thriller The Yards (2000).
En 1984, avec Don Rickles, il accueille les Foul-Ups, Bleeps & Blunders de ABC.
En 1985, Steve et Eydie Gormé jouent Tweedledee (Gormé) et Tweedledum (Lawrence) dans l'adaptation de Alice au Pays des Merveilles d'Irwin Allen.
Il joue le père de Mark McCormick, Sonny Daye, dans deux épisodes de Hardcastle and McCormick. En 1999, il apparait en tant que Morty Fine, celui dont on parle tout le temps mais qu'on ne voit jamais vraiment et père de Fran Fine dans quelques épisodes finaux de The Nanny. En 2011, il représente Jack, un riche intérêt amoureux du personnage de Betty White, Elka Ostrovosky, dans Hot in Cleveland.

### Mort
Steve Lawrence meurt le 7 mars 2024, à l'âge de 88 ans, des suites de complications dues à la maladie d'Alzheimer.

## Filmographie

### Acteur

#### Cinéma
- 1972 : Stand Up and Be Counted : Gary McBride
- 1980 : Les Blues Brothers : Maury Sline
- 1984 : The Lonely Guy : Jack
- 1998 : Blues Brothers 2000 : Maury Sline
- 1999 : The Contract : Capitaine O'Neil
- 2000 : The Yards : Arthur Mydanick
- 2001 : Ocean's Eleven : Boxing Spectator
- 2009 : Phillips : Barfly

#### Télévision

##### Séries télévisées
- 1963 : Saints and Sinners : Whitey
- 1969 : The Kraft Music Hall : The Boy
- 1971 : Médecins d'aujourd'hui : Dr Sam Havers
- 1971 : Night Gallery : Mark Bennett aka 'Radha Ramadi' (segment "The Dear Departed")
- 1971 : The New Dick Van Dyke Show : Danny Turner
- 1974 : The Dean Martin Show (en) : Aide-de-Camp
- 1975 : Sanford and Son : Steve
- 1976-1978 : Police Story : sergent Curtis Bivins / Deke
- 1979 : Supertrain : Mike Post
- 1984-1986 : Le Juge et le Pilote : Sonny Daye
- 1987 : Arabesque : Mack Howard
- 1992-1993 : Bob : Don Palermo
- 1994 : Frasier : Howard
- 1994 : L'Homme à la Rolls
- 1994 : La Maison en folie : Sonny Baxter
- 1995-1999 : Une nounou d'enfer : Morty Fine / Steve Lawrence
- 2000 : Diagnostic : Meurtre : Mike Rodzinski
- 2005 : Les experts : Mitch Urbana
- 2008 : The Cleaner : Sol
- 2011 : Hot in Cleveland : Jack
- 2012 : Awake : Jake
- 2014 : Mon oncle Charlie : Steve

##### Téléfilms
- 1964 : A Carol for Another Christmas : Ghost of Christmas Past
- 1985 : Alice au pays des merveilles : Tweedledum
- 2011 : Le Spectacle de Noël : Peter Medoff
- 2011 : The Dreamsters: Welcome to the Dreamery : Steve Lawrence

### Compositeur

#### Cinéma
- 1962 : Nickelodeon Days.

### Producteur

#### Télévision

##### Séries télévisées
- 1984 : Liner Notes.

### Parolier

#### Cinéma
- 1960 : Voulez-vous pêcher avec moi?
- 1963 : All the Way Home
- 1963 : Les pieds dans le plat
- 1975 : L'Infirmière de la compagne casse-cou
- 1980 : Falling in Love Again
- 1998 : De grandes espérances
- 2004 : Mr. 3000
- 2005 : Ma sorcière bien-aimée
- 2006 : Maxed Out
- 2017 : Becoming Bond

#### Courts-métrages
- 2013 : Krueger: Another Tale from Elm Street
- 2017 : Krueger: Tales from Elm Street

#### Télévision

##### Séries télévisées
- 1956-1959 : The Steve Allen Plymouth Show
- 1960 : Perry Como's Kraft Music Hall
- 1962 : The Ed Sullivan Show
- 1962 : The Garry Moore Show
- 1963 : Juke Box Jury
- 1967 : The Hollywood Palace
- 1969 : Music Scene
- 1969 : The Kraft Music Hall
- 1971 : Flip
- 1976 : The Sonny and Cher Show
- 1999 : Une nounou d'enfer
- 2007 : Dancing with the Stars
- 2015 : Les experts

##### Téléfilms
- 1985 : Alice au pays des merveilles
- 1995 : Sinatra: 80 Years My Way.